# Punisher (Marvel)
Punisher is een fictieve antiheld uit de strips van Marvel Comics. Hij werd bedacht door Gerry Conway en vormgegeven door John Romita sr. en Ross Andru. Hij maakte zijn debuut in The Amazing Spider-Man #129 (februari 1974).
Door sommigen wordt Punisher gezien als een held, door anderen als wrede 'ordehandhaver' die moord, ontvoering, geweldpleging, marteling en afpersing gebruikt om slechte mensen (dat wil zeggen: (oorlogs)misdadigers, drugsdealers, terroristen, et cetera), die de maatschappij verzieken, uit de weg te ruimen. Hij wordt gedreven door de dood van zijn familie, die 'per ongeluk' door rondvliegende kogels (afkomstig van een maffia shoot-out) werden gedood tijdens een picknick in een park.
Punisher's brute aard en gewelddadige methodes hebben hem tot een belangrijk personage in de Amerikaanse stripboeken gemaakt. Aan het eind van de jaren 80 was hij onderdeel van een golf van psychologisch getraumatiseerde antihelden, en had zijn eigen (strip)serie.

## Biografie

### Jonge jaren en militaire carrière
Francis Castiglione werd geboren in New York, hoewel zijn ouders van Siciliaanse afkomst waren. Hij studeerde om een katholieke priester te worden, maar hij veranderde van gedachten omdat hij niet in staat was diegene die iets slechts hadden gedaan te vergeven. Hij trouwde uiteindelijk met Maria, die toen al zwanger was van hun eerste kind. Francis ging zelf bij de marine werken. Naast militaire training bij de Marine onderging Francis ook training als sluipschutter. Uiteindelijk mocht hij door naar de U.S. Army Airborne School, en het U.S. Navy Underwater Demolition Team. Door deze training werd hij een Navy Seal. Francis diende tijdens de Vietnamoorlog in het Amerikaanse leger bij de speciale troepen, en kreeg vele onderscheidingen waaronder de Purple Heart.

### Dood van zijn familie
Francis, kortweg Frank, Maria en hun kinderen waren in New York’s Central Park voor een picknick toen ze getuigen werden van een Maffia afrekening. Omdat de daders alle getuigen uit de weg wilden ruimen, werden ze allemaal ter plekke vermoord. Frank overleefde de aanslag. Maar ondanks dat hij alle schutters kon identificeren, was de politie niet in staat te helpen. Ze waren zelf ook te sterk verbonden met de machtige Costa familie. Verteerd door woede en verdriet besloot Frank dat de enige straf die criminelen verdienden fysieke vernietiging was. Hij hees zich in zijn beroemde kostuum, en begon zijn wraakactie. Sindsdien voert hij een eenmansoorlog onder de naam "The Punisher" (letterlijk: “de bestraffer” of “de afstraffer”).
Frank Castle, zoals hij zich ging noemen, spande vooral de strijd aan met de georganiseerde misdaad. Hierbij maakte hij gretig gebruik van zijn ervaringen in de jaren bij de marine en het leger. Hij gebruikte ook de Maffia’s eigen tactieken tegen hen, zoals marteling, ontvoering en gruwelijke moordtechnieken.

### Vigilante kruistocht
Punisher heeft zowat elke bekende criminele organisatie bevochten, waaronder de Italiaanse en Russische maffia en de Oost-Europese maffia, de Japanse Yakuza, de Colombiaanse en Mexicaanse drugskartels, de Chinese triaden, Jamaicaanse Yardies, motorbendes, straatbendes, moordenaars en corrupte politieagenten. Punisher heeft zich ook vaak bemoeid met criminele zaken zoals drugs en wapensmokkel, geld witwassen en mensenhandel. Hij heeft hierbij inmiddels zoveel ervaring opgedaan dat hij vaak al van tevoren kan voorspellen wat zijn slachtoffers zullen gaan doen. Dit leverde hem uiteraard ook vijanden op. Al meerdere malen hebben de organisaties geprobeerd hem uit de weg te ruimen met zowel hun eigen mensen als ingehuurde moordenaars.
In zijn vigilante kruistocht heeft Punishers pad zich al vaak gekruist met dat van gekostumeerde misdaadbestrijders, vooral Spider-Man en Daredevil. Ook ontmoet hij de meest beruchte misdadigers van de stad, zoals Billy Russo (Beter bekend als Jigsaw, de gangster die heeft Franks familie gedood), Bullseye en de Kingpin. Punisher is zeer mobiel en heeft veel basissen van waaruit hij opereert. Het oprichten van dergelijke basissen is een idee van Microchip (voorheen de rechterhand van Punisher; hij deed voornamelijk het 'papierwerk'). Het idee hierachter (van Microchip) was, om zo georganiseerd mogelijk te werken, en zo een echte 'oorlogsmachine' te creëren. Tijdens de samenwerking met Microchip, bevoorraadde deze de Punisher met uiterst geavanceerde wapens e.d., waaronder de 'battlevan'(een gepantserd bestelbusje voorzien van allerlei 'jamesbondachtige' attributen).
De Punisher beperkt zich in de loop der jaren niet alleen tot New York; hij heeft ook vijanden over de hele wereld op hun eigen terrein verslagen.
Punisher staat zelf ook te boek als een van de gevaarlijkste criminelen ter wereld. Vele instanties zoals de FBI, CIA en zelfs S.H.I.E.L.D. zijn zich maar al te zeer bewust van zijn bestaan en hebben dan ook al vaak geprobeerd hem te arresteren (wat tot op heden nooit echt is gelukt). Echter, de meeste agenten van deze organisaties ondernemen niet graag actie tegen de Punisher. In de eerste plaats omdat ze het eens zijn met wat hij doet (hij ruimt de grote kwaaie 'wolven' op), ten tweede omdat ze (terecht) bang zijn en ten slotte, ten derde omdat ze vaak door de Punisher op hun nummer zijn gezet (het 'vangen' van de Punisher gaat hen allesbehalve gemakkelijk af, en ging in het verleden vaak gepaard met reusachtige vernielingen en overige kosten / manuren).

### Relatie met de superheldengemeenschap
Hoewel Punisher vaak gewone criminelen bevecht, heeft hij het ook weleens opgenomen tegen superschurken zoals Bullseye, Bushwacker en Reavers. Bepaalde omstandigheden hebben hem er ook weleens toe gedreven om Spider-Man, Daredevil, Hulk en Wolverine te bevechten. Dankzij Punishers brute werkwijze werden maar weinig van zijn tegenstanders vaste vijanden van hem. De bekendste van Punishers 'vaste' vijanden is Jigsaw. Punisher verkreeg ook een vijand in de Kingpin, een vaste vijand van Spider-Man en Daredevil. In de latere series kreeg hij twee 'nieuwe' aartsvijanden, The Russian en Barracuda, welke hij beiden doodt.
Punisher kan het zelf niet schelen wat de politie en het volk van hem denken. Hij staat erom bekend dat hij ook corrupte agenten heeft gedood. Om die reden staat Punisher, onder andere bij de superheldengemeenschap te boek als een zware crimineel. Gedurende de Civil War waren veel helden die zich tegen de registratiewet verzetten tegen het feit dat Punisher bij hun groep zou komen, zelfs nadat hij Spider-Man redde van de superschurken Jester en Jack O'Lantern.

## Vaardigheden en training
Punisher bezit de spierkracht van een man van zijn leeftijd (ca. 60 jaar) en omvang die zijn hele leven zeer intensief traint. Hij heeft jarenlang militaire training genoten op verschillende niveaus en onderdelen. Zo heeft hij gevechtstraining gehad, sluipschutter training, training in missies onder water en training van de Special Air Service Regiment. Hij heeft 3 tours gedaan in Vietnam bij de special forces. Punisher is derhalve zeer bedreven in oorlogvoering en man-tegen-mangevechten. Door de jaren heen is zijn vechtstijl dermate verbasterd dat het eigenlijk niet in een specifieke vechtstijl meer in te delen is. Bij alle vechtdisciplines heeft hij bepaalde aspecten 'geleend'. Daarom is zijn tegenwoordige vechtstijl het best te omschrijven als een mix tussen effectieve 'allrounder' en doorgewinterde kroegvechter. Hij is ook een ervaren vechter met een mes, vooral de Ka-bar.
Punisher heeft eigenhandig, met of zonder speciale wapens, letterlijk duizenden (goed getrainde) tegenstanders uitgeschakeld. Hierbij heeft hij vele (maar niet levensbedreigende) lichamelijke wonden opgelopen, maar vooral geestelijke. Verder is hij een gehard expert in tactieken: hij probeert altijd zo veel mogelijk doelwitten met zo min mogelijke inzet uit te schakelen. Eén keer blaast hij zelfs een compleet eiland met een atoombom op, met daarop enkele honderden huurlingen.

### Wapens
Punisher gebruikt een bijna eindeloos arsenaal van vuurwapens, waaronder machinegeweren, geweren, jachtgeweren, pistolen en explosieven. Daarnaast heeft hij steekwapens zoals messen op zak. Een groot aantal van zijn wapens zijn afkomstig van militaire groeperingen. Vaak bewaart hij wapens in verschillende pakhuizen en opslagruimtes in New York en /of andere staten. De wapens en de opslagruimten waar hij ze opslaat, financiert hij met het geld dat hij het criminele circuit afhandig maakt.
Punisher modificeert zijn wapens vaak voor grotere effectiviteit, zoals uitrusting met sterkere vizieren, flitslichten, granaatlanceerders, enzovoort.
In de loop der jaren heeft Punisher verschillende manieren van transport gehad. In het begin gebruikte hij zogenaamde “strijdwagens” (battle vans), speciaal voor hem gebouwd en ontworpen door zijn rechterhand Microchip. Deze wagens waren zwaar bepantserd en voorzien van sterke bewapening. Hij gebruikt alles in zijn omgeving wat hem kan helpen zijn situatie (en het het doden van zijn opponenten) te verbeteren.

## Kostuum
Punishers eerste kostuum was een goed passend Kevlar pak met een grote witte schedel op de borst. De schedel zou een groot herkenningspunt zijn voor zijn slachtoffers en deze herkenning zou hen al angstig maken alvorens Punisher zijn eerste schot loste (angst bij zijn tegenstanders opwekken is het halve werk). Volgens Punisher trok deze schedel tevens de meeste aandacht, waardoor criminelen eerder op zijn pantser zouden schieten in plaats van op zijn meer vitale lichaamsdelen. Elke tand van deze schedel bevatte extra munitie voor Punishers vuurwapens.
De Marvel MAX versie van Punisher heeft enkel een zwart shirt met een witte schedel erop als kostuum. Zijn andere kledingstukken, zoals kogelvrije vesten, laarzen, leren jackets en lichaamspantser, zijn enkel ter bescherming en camouflage.
En ten slotte draagt Punisher in The Punisher: 2099 zeer zware hightech wapens, kogelvrije uniformdelen e.a. hightech spullen, gezien het zich bijna een eeuw van de originele reeks afspeelt. Toch lijken de misdadigers, hun gewoontes en hun kleding erg veel op die uit de oude strips.

## Ultimate Marvel
In het Ultimate Marvel universum verscheen een versie van Punisher in de Spider-Man serie Ultimate Marvel Team-Up #6-8, gevolgd door Ultimate Spider-Man #61. Deze versie van Punisher is niet een Vietnamoorlog veteraan, maar een ex-agent van de New Yorkse politie. Toen hij corruptie binnen zijn korps ontdekte die doorliep tot aan de hoofdcommissaris, verzamelde Castle alle bewijzen die hij kon vinden. De commissaris werd echter getipt hierover door Castles partner, en stuurde een handvol agenten om Castle te doden. Ze overvielen Castle en zijn familie in Central Park om het op een afrekening door een straatbende te laten lijken. Castle overleefde het en doodde al zijn aanvallers, op een na (omdat hij werd gestopt door Spider-Man en Daredevil). Later werd dit plot gebruikt in The Punisher: War Journal om het lot van een nabestaande van een slachtoffer (gedood door Punisher) te situeren. Deze nabestaande werd de Anti-Punisher, maar gaf het na twee episodes al op na een gezamenlijke aanval met Punisher.
Punisher verscheen opnieuw in Ultimate Spider-Man Annual #2.

## Andere media

### Marvel Cinematic Universe
Sinds 2016 verschijnt Frank Castle / The Punisher in het Marvel Cinematic Universe waarin hij wordt vertolkt door Jon Bernthal. In het tweede seizoen van de Netflix-serie Daredevil is the Punisher een van de hoofdpersonages. 
Nog voor het verschijnen van Daredevil's tweede seizoen, was een spin-off serie over The Punisher al in vroege ontwikkeling. In april 2016 bestelde Netflix een eerste seizoen van 13 afleveringen. Steve Lightfood zal de taak van showrunner op zich nemen. Bernthal zal de rol van The Punisher opnieuw op zich nemen. Ook Deborah Ann Woll zal haar rol als Karen Page opnemen in de reeks. Verder zal Microchip (gespeeld door Ebon Moss-Bachrach) ook te zien zijn als The Punisher's assistent. De reeks werd tussen november 2017 en januari 2019 uitgezonden op streamingdienst Netflix. In maart 2025 keerde Bernthal terug als het personage in de Disney+ serie Daredevil: Born Again. 
Frank Castle / The Punisher verscheen in de volgende televisieseries:
- Daredevil (2016) (Netflix)
- The Punisher (2017-2019) (Netflix)
- Daredevil: Born Again (2025) (Disney+)

### Films
De eerste Punisher film verscheen in 1989 en werd geregisseerd door Mark Goldblatt (die later ook zou meewerken aan X-Men: The Last Stand). Het script van de film werd geschreven door Boaz Yakin. Punisher werd gespeeld door Dolph Lundgren. De kenmerkende grote witte schedel op het kostuum ontbreekt.
Een tweede Punisher film verscheen in 2004, geregisseerd door Jonathan Hensleigh. Punisher werd gespeeld door Thomas Jane, en John Travolta had de rol van de schurk Howard Saint. De film kwam uit op 6 april 2004, en werd met gemengde reacties ontvangen. De film wordt door de 'die-hard'-fans vooral als matig ontvangen doordat de scriptschrijvers niet erg dicht bij het karakter van de comics bleven. Alhoewel het filmscript grotendeels gebaseerd is op de werken van comicschrijver Ennis, werd de Punisher, om meer bezoekers te trekken, wat meer 'vermenselijkt' wat betreft zijn 'werkwijze'.
De derde film verscheen in 2008; Punisher: War Zone. Het betreft géén sequel op de film uit 2004, maar een compleet nieuwe opzet. De film is geregisseerd door Lexi Alexander en de Punisher wordt vertolkt door de acteur Ray Stevenson (bekend als Pullo uit de serie Rome). De Punisher is in deze film al jarenlang als predator actief en heeft al vele honderden 'punishments' op zijn naam staan.

### Televisies
Punisher verscheen een aantal maal in de animatieserie Spider-Man: The Animated Series, waarin zijn stem werd gedaan door John Beck. Hij verscheen voor het eerst in de zevende aflevering van het tweede seizoen, waarin hij op de gemuteerde Spider-Man jaagt en tegen wordt gewerkt door Kraven the Hunter. Hij deed ook mee in de tweede aflevering van de drie afleveringen over Morbius. Ten slotte verscheen hij in de achtste aflevering van seizoen 4.

### Videospellen
Punisher heeft een aantal cameo's in het in 2000 uitgebrachte PlayStation-spel Spider-Man.
Punisher werd genoemd aan het begin van het spel Marvel Nemesis: Rise of the Imperfects uit 2005.
Op 18 januari 2005 verscheen er een Punisher spel voor de Xbox, PlayStation 2 en de PC. Dit spel werd ontwikkeld door THQ in nauwe samenwerking met Marvel. Hierin kwamen een aantal vijanden voor die ook in de comics zitten, zoals JigSaw, Kingpin en Bullseye.

## Trivia
- Punisher had ooit een huisdier. Een Duitse herder genaamd "Max", die hij had gered van een paar stropers en in een van de War Journal comics had hij een aantal witte konijnen die voor afleiding zorgden tegen waakhonden.
- Punisher heeft zijn voormalige rechterhand "Microchip" later door het hoofd geschoten omdat hij vond dat Microchip hem 10 jaar daarvoor onvergeeflijk verraden had.
- Punisher was een van de weinige Marvel Personages die niet meedeed in het spel Marvel: Ultimate Alliance. Dit was omdat de videospelrechten op zijn personage in handen waren van THQ.
- Het karakter Big Shot, van de animatieserie The Tick, is een parodie op Punisher.
- Marvel heeft ooit eens een comic uitgebracht waarin alle helden en schurken waren veranderd in dinosauriërs. Punisher werd hierin Punisaur genoemd, maar z'n daden bleven hetzelfde.
- In een alternatieve verhaallijn doodt Punisher alle Marvel superhelden en superschurken.